# كينان واتسون
كينان واتسون (بالإنجليزية: Keenan Watson)‏ هو منافس ألعاب قوى جنوب أفريقي، ولد في 3 مارس 1988.

## وصلات خارجية
- كينان واتسون على موقع الاتحاد الدولي لألعاب القوى (الإنجليزية)